# Milad Jawish
Milad Jawish, né le 19 décembre 1973 au Liban, est un prélat de l'Église grecque-melkite-catholique, membre de l'Ordre basilien du Très Saint Sauveur. Depuis 2021, il est l'évêque l'éparchie Saint-Sauveur de Montréal des Melkites.

## Biographie
Milad Jawish est né le 19 décembre 1973 à Mansoura dans le district de la Bekaa occidentale au Liban. Le 14 août 1992, il est entré dans l'Ordre basilien du Très Saint Sauveur où il a prononcé ses vœux temporaires le 21 août 1993, puis, ses vœux solonnels le 10 octobre 1999.
Le 20 novembre 1999, il a été ordonné diacre, puis, le 6 mai 2000, il a été ordonné prêtre.
Le 18 septembre 2021, il a été nommé évêque de l'éparchie Saint-Sauveur de Montréal des Melkites. Il a été consacré évêque au couvent Saint-Sauveur de Joun au Liban le 30 octobre suivant avant de s'installer à sa position comme évêque de Saint-Sauveur de Montréal des Melkites le 28 novembre.

## Annexe